# Humánerőforrás-menedzsment
Az emberi erőforrás (human resource management, HRM vagy HR) a vállalati vagy szervezeti alkalmazottak hatékony és eredményes irányításának stratégiai megközelítése, amely segíti vállalkozásukat a versenyelőny megszerzésében.
A humánerőforrás-menedzsment gazdálkodásának megértéséhez a vállalati erőforrások rendszeréből kell kiindulni (pénz, termelés, emberi erőforrások, piac)
Ezen erőforrások felhasználásával létrejön a vezetői közreműködéssel a termék, szolgáltatás. Napjainkban az emberi erőforrás-gazdálkodás nagy mértékben átalakulóban van.
A humánerőforrás  a szervezetek működtetése szempontjából megfogalmazott, széles körben használt kifejezés a szervezet munkatársai összességének megnevezésére.

## Emberierőforrás-menedzsment
Ide tartoznak a dolgozók, a munkavállalók, a beosztottak, a munkatársak.
Értelmezése:
Az adott szervezetnél a munkavállalók csoportját jelenti.
Azok az emberek, akik elősegítik a munkavállalók informális és formális kapcsolatait, elősegítik és képviselik érdekeiket.
Az EEM (emberi erőforrás menedzsment) a menedzsment azon funkciója, mely az emberekkel, mint a szervezet erőforrásával foglalkozik, melynek célja, hogy biztosítsa az alkalmazottak leghatékonyabb felhasználását a szervezeti és az egyéni célok megvalósítása érdekében.

## Jelentősége
Nagy hangsúlyt fektet: a kommunikációra, a beosztottak bevonására, a feladatokkal való azonosulásra. A szervezet stratégiáját befolyásolja.
Speciális jellemzői: az ember nem fogy el az alkalmazás során, sőt értékesebbé válik. Az ember nem raktározható, innovatív (megújulni képes), döntéseket hoz, vagyis befolyásolni képes a szervezet teljesítményét, nem tulajdona a vállalatoknak.

## Helye és szerepe
- ipari forradalom XVII. század (gyári termelés, munkatermelékenység, minőség)
- Adam Smith 1776 → a munkát akkor lehet hatékonyan végezni, ha munkaterületekre van osztva → készségek fejlődnek, időtakarékosságot érünk el
- szakszervezetek, érdekvédelmi képviseletek alakulása 1700-1800-as évek
- Taylor: a vezetéstudomány atyja
- 1920-as évek: első személyzeti osztályok, megjelennek az első munkaköri leírások
- 1960-as évek: szervezeti ember: menedzsment, szervezetfejlesztés
- 1970-es évek: munkaerő elemző: munkaerő tervezés, gazdálkodás
- 1980-as évek: piacgazdaság, középpontban a szervezeti cél
- 1990-es évek: középpontban áll a vállalati kultúra, a csoportmunka, a multinacionális cégek elterjedése Magyarországon

## Történeti szakaszai Magyarországon
A szocialista rendszer egész ideje alatt a munkaügyi és személyügyi tevékenység ketté lett osztva, egy szervezeten belül külön egységként működött.
1968-as gazdasági reformfolyamat kedvezően hatott az EE (emberi erőforrás) gazdálkodásra.
1989-1990-es években a rendszerváltás idején megszüntetik a káderosztályt. Ez a Humánerőforrás-menedzsment mélypontja.
Rendszerváltás után egyértelmű elismerést nyer a munkaerőpiac léte.
Törvényben szabályozzák, megindul a bérszabályozás. Autonómia. Erőteljes differenciált bérezés alakul ki.
XXI. század: az EE stratégia erőforrássá válik. Erős elkötelezettség, hatékony konfliktusmenedzsment mutatkozik. Jellemző a vevőorientáltság és a rugalmasság.

## Tudományos menedzsment
Taylor
(1856-1915)
A tudományos vezetés atyja.
Alapelvei: A munkavégzés módját pontosan meg kell határozni. Objektív módszerekkel kell a munkát betanítani. Folyamatosan ellenőrizni kell. Külön kell kiválasztani a vezetőt és a munkást. Mindenki a saját feladatával foglalkozzon (fehér és kék gallérosok). Szerinte a munkás a gép tartozéka. Ő vezette be a pályaalkalmasság fogalmát. Először Ő alkalmazott kartonozást (nyilvántartást).
Érvelései: Differenciált bérezést kell alkalmazni, teljesítmény alapján. Mindenki képességeinek megfelelően dolgozzon. Nem szabad csoportot alkalmazni, ő az egyén alkalmazásában hitt. A munkanorma és a műveletterv bevezetése az Ő nevéhez fűződik
Mayo
(1880-1949)
Fontosnak tartja a szerepeket és a normákat a szervezeten belül. Fő szempont az egyén motiválása, hiszen: motiválás – teljesítmény – elégedettség. Fontos a vezetők képessége és a kommunikáció.

## Az emberi erőforrás működését befolyásoló tényezők
Belső befolyásoló tényezők: Természetesen a szervezet belső folyamatai, a szervezeten belüli szabályozás, a szervezeti stratégia, a cégen belüli érdekképviseletek, szakszervezetek befolyásolják az EE működését.
Külső befolyásoló tényezők: A makrogazdaság általános folyamatai, a munkaerőpiaci viszonyok (hat az ösztönzésre), a jogi szabályozás, üzleti környezet, a kulturális hagyományok, a munkavállalói szervezetek.
Alapcélja a szervezeti hatékonyság, a szervezet fennmaradásának és növekedésének biztosítása.
Közvetlen célja olyan - gyakorlatban is hasznosítható - gazdálkodási elvek és módszerek kidolgozása, amelyek figyelembe veszik egyrészt a szervezet sikeres működéséhez hozzájáruló csoportok és egyének szükségleteit és törekvéseit, másrészt a szervezet céljait és követelményeit.

## Az emberi erőforrás-gazdálkodás funkciói
Közvetve:
Az emberi erőforrás tervezés: minőségi és mennyiségi szükségletek előrejelzése, valamint tevékenység-meghatározás.
Munkakörelemzés, -kialakítás és -értékelés:
- munkafolyamat – munkafeladat – munkakör
- feladatok elemzése
- egyéb körülmények vizsgálata

Közvetlenül:
1. Toborzás, kiválasztás: A legalkalmasabb emberek megtalálása szervezeten belül vagy kívül, belső erőforrások átcsoportosítása (ez mindkét fél számára előnyös, mert ezzel a munkavállaló számára előrelépést jelent, a munkáltató számára nem okoz meglepetést a munkavállaló)
Külső keresés esetén megfelelő módszerekre van szükség a jelöltek érdekében: tesztekre, interjúkra.
2. Teljesítményértékelés: Bérezésének alapja az elért eredmények szisztematikus felmérése és értékelése. Vizsgálja a hiányosságokat, a jövő időszak követelményeit, a szükséges képzési és fejlesztési igényeket. Információt nyújthat a szervezet jövőbeli teljesítőképességének megítéléséhez is. Meghatározza, felülvizsgálja a munkakörhöz kapcsolódó ösztönzőket, ezek hatását a magatartás változására az alkalmazott elégedettségére (elismerések, jutalmak, díjak).
3. Munkaerő-fejlesztés és karriertervezés: Külső vagy belső képzéssel és tréninggel lehetséges. A képzési szükségleteket a teljesítményértékelés és/vagy a karriertervezés alapján határozzuk meg. A karriertervezés az egyén szervezeten belüli mobilitásnak előrejelzése.
4. Bérezés, jutalmazás: Az ösztönző rendszer az alkalmazotti szempontból alapvető fontosságú ellenszolgáltatások összessége. Alapjául a munkaköri követelmények, a munka tartalma vagy a munkaerőpiaci keresleti - kínálati viszonyok szolgálnak. Azonos munkakörök járhatnak különböző jutalmazással pl. szolgálati idő vagy a befolyásoló hatása következtében. A bér és a fizetés mellett a javadalmazásnak még számos más formája van: pl. pótlólagos szabadság, életbiztosítás, megtakarítási alapok, nyereségarányos jutalom.
5. Érdekegyeztetés vagy munkakapcsolatok: Külső és belső munkavállalói érdekképviseletekkel, illetve szakmai szervezetekkel való kapcsolattartás, együttműködés.

## Szervezeti formák
Piacgazdasági területen két egymástól jól elkülöníthető részt tudunk különválasztani: 
1. Tulajdonosi szervezet: Alapformáját a társasági törvény határozza meg. pl. részvénytársaságnál a közgyűlés, igazgatótanács, felügyeleti szervek
2. Munkaszervezet:
Strukturális jellemzők:
Munkamegosztás:
Elsődleges munkamegosztás:
- tárgyi
- funkcionális
- regionális

Egydimenziós szervezetek: csak az egyik munkamegosztási elv érvényesül.
Kétdimenziós szervezetek
Másodlagos munkamegosztás
3. Hatáskörmegosztás:
Vezetői kompetenciák kialakítása a különböző szervezeti egységekben.
- egyvonalas: egy felsővezető van
- többvonalas: több igazgató, ill. osztályok vannak

4. Koordinációs eszközök:
Koordináció: egymás mellé rendelés, összehangolás
- vertikális: alá-fölérendelt viszonyok
- horizontális: pl. teamek

5. Konfiguráció: térszerkezetet jelent.
Vonatkozásai:
- a szervezet mélységi tagolása
- a szervezet szélességi tagolása
- az egyes szervezeti egységek mérete

## Lineáris szervezet
Ez egy egyszerű, jól áttekinthető szervezeti forma. Egyértelműek az alá-fölérendeltségi viszonyok, mindenkinek egy főnöke van. Nagy létszám foglalkoztatható, hiszen horizontális bővítés lehetséges. Akkor működik jól, ha homogén feladatok vannak.

## Funkcionális szervezet
Előnyök:
- szakmai specializáció
- a termelési folyamatok célszerű kialakítása és szabályozottsága növelik a termelékenységet
- a gazdaságosság javul

 Hátrányok:
- nem adaptív szervezeti forma
- felesleges tartalékok keletkeznek

## Divizionális szervezet
Alapvető egységei nagy önállósággal rendelkeznek. Szervezésének alapelvei: termék, piac, területi elv. A divíziók önállósága: költségközpont, nyereségközpont, beruházási központ. Stratégiai döntés a vállalati központ kezében, az operatív pedig a divízióknál

## Mátrix-szervezet
Alapvető munkamegosztásból tagoltság két formája együtt jelenik meg (pl. funkció és termék). Többvonalas irányítás és konfliktusok magas szintje jellemző. Egyik része stabil, másik dinamikus
Előnye, hogy a két vezető egy kérdésben dönthet, ezért szélesebb horizonton, ez innovatív szemlélet. A menedzserek közti interakciók javíthatják a szervezet irányításának a minőségét. A konfliktusok megoldásának pozitív hatása építő, előremutató a cég számára, állandó tanulási folyamat.
Hátránya, hogy a menedzserek közti rivalizálás hatalmi harcot hozhat létre. A döntések elhárítása, a felelősség vállalásától való tartózkodás a közös döntés helyett.

## Szerkezeti jellemzők alapján
1. Munkamegosztás:
A szervezet tagolását értjük ezalatt.
A feladatok körülhatárolása és különböző szervezeti egységekhez való telepítése.
- Elsődleges: az alaptevékenységekből adódó feladatok valamilyen elv szerinti felosztása: funkcionális, tárgyi, regionális
- Másodlagos: a kialakított szervezeti egységeken belül újabbak kialakítása

2. Hatáskörmegosztás:
Vezetői kompetenciák kialakítása a különböző szervezeti egységekben. Döntési és utasítási hatáskörök felosztása.
- A döntési hatáskörök szerint a szervezetek lehetnek:

Egyvonalas szervezetek: az alárendelt egységek csak egy felsőbb szervezeti egységtől kapnak utasítást
Többvonalas szervezetek: az alárendelt egységeket két vagy több felsőbb szervezeti egység is utasíthatja. pl. Mátrix szervezetek
3. Koordinációs eszközök:
- koordináció = egymás mellé rendelés, összehangolás
- Osztályozási szempontok:

Vertikális: alá-fölé rendelt viszonyok
Horizontális: pl. teamek
 Strukturális koordinációs eszközök:
A szervezeti struktúra keretei között bizonyítják a koordinációt
Hierarchia, team, project, közvetlen kapcsolat, termékmenedzserek jellemzi.
 Technokratikus:
- formazilált, irányt szabó eszközök
- szabályok, tervek, programok

Személyorientált:
A szervezeti célokkal való azonosulást segítik. 
- konfliktuskezelés, szervezeti kultúra

4. Konfiguráció:
Jelentése térszerkezet.
Vonatkozásai:
a szervezet mélységi tagolása, hierarchiák
a szervezet szélességi tagolása, egy vezető alá tartozó alárendeltek száma a hierarchia egyes szintjein
az egyes szervezeti egységek mérete